# 卢鸿鸣
卢鸿鸣（1963年2月—），中华人民共和国教育工作者、政治人物，湖南涟源人。

## 生平
历任涟源九中团委书记、政教处主任、工会主席、教务处主任，长沙市周南中学教务处副主任、教务处主任、副校长，长沙市实验中学（原长沙市田家炳实验中学）党委副书记、校长。2006年7月，任长沙市长郡中学党委副书记、校长。
2014年10月，任长沙市教育局党委书记。2014年11月，任长沙市教育局党委书记、局长。2021年1月，当选为长沙市人大常委会副主任。